# 衡山路

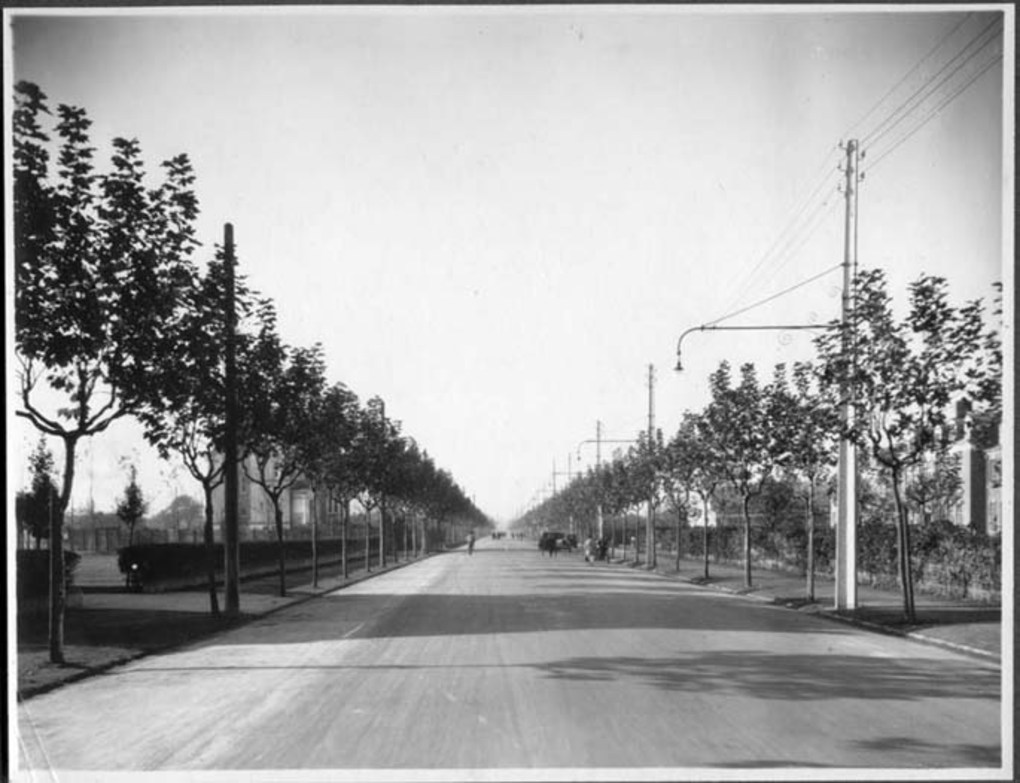
租界时期的贝当路

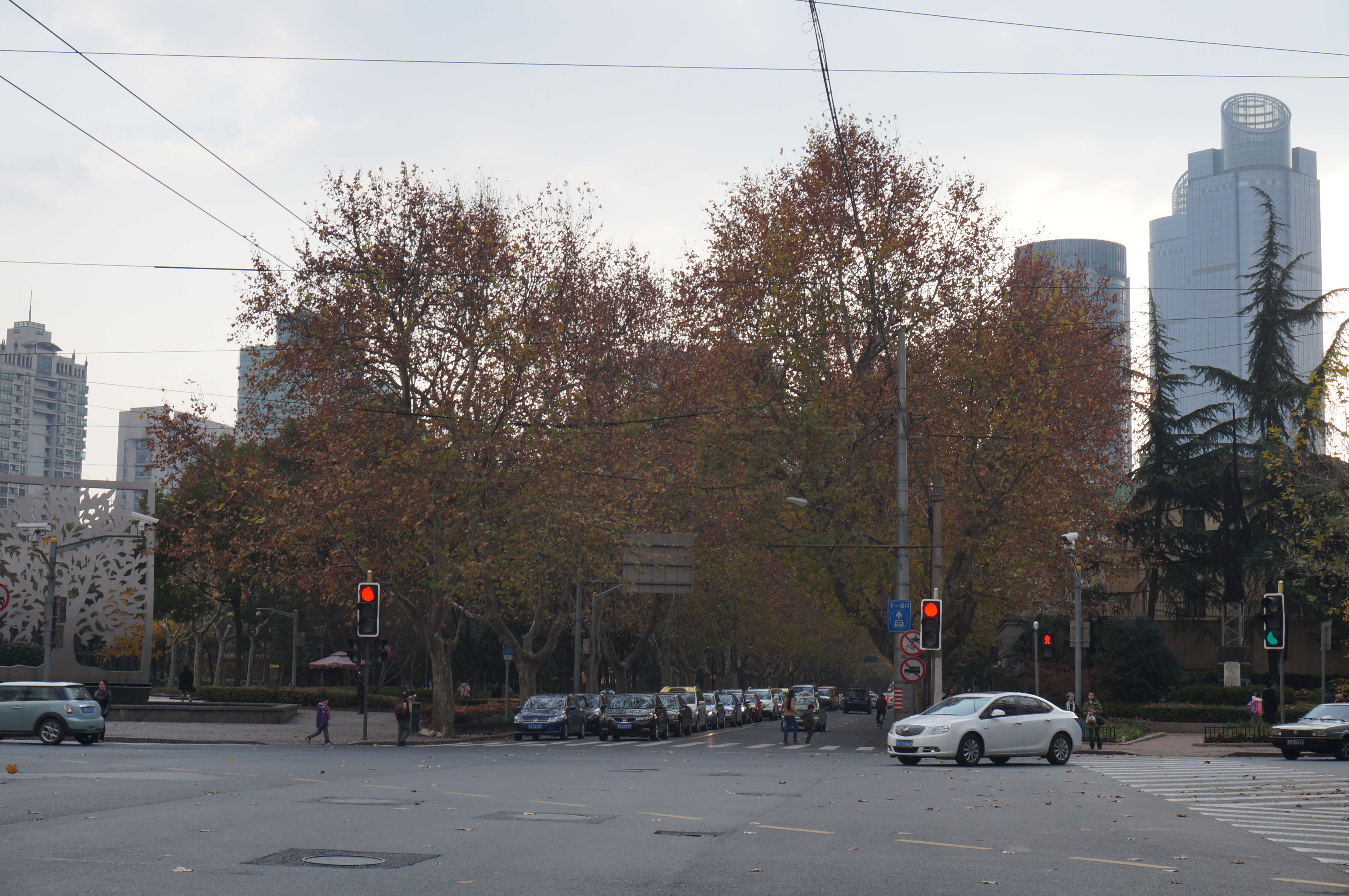
衡山路宛平路路口

衡山路是上海市徐汇区的一条街道，东北自桃江路接宝庆路，西南至华山路和肇嘉浜路交会处，全长2046米。这条街道曾是上海法租界的主要干道之一，两侧法国梧桐成荫，两旁多为欧式花园住宅。1990年代以后演变为上海主要的酒吧街。

## 历史
此处在1914年法租界向西大规模拓展之前为上海西郊之旷地，也不属于早期的越界筑路。划入法租界之后，规划作为直通徐家汇的一条干道。1922年法租界公董局兴建。
貝當路以第一次世界大戰中法軍總司令菲利普·貝當命名。贝当路沿线较早建成的是上海美国侨民的子弟学校美童公学。接着马路对面建成以美国侨民为主的上海国际礼拜堂。1920年代，道路两侧陆续建成欧洲风格的花园住宅。1930年代，随着上海地价上涨，房地产商陆续在贝当路沿线新建了一些公寓大楼。
1943年，汪精卫国民政府接收法租界后，更名为衡山路。1990年代演变为著名的酒吧街。2015年之后衡山路上的酒吧逐渐结业和搬离，被新兴的泰康路、张园等夜生活聚集区域所代替。

## 沿路近代建筑
- 衡山路9弄4号  著名妇产科医师林巧稚旧居

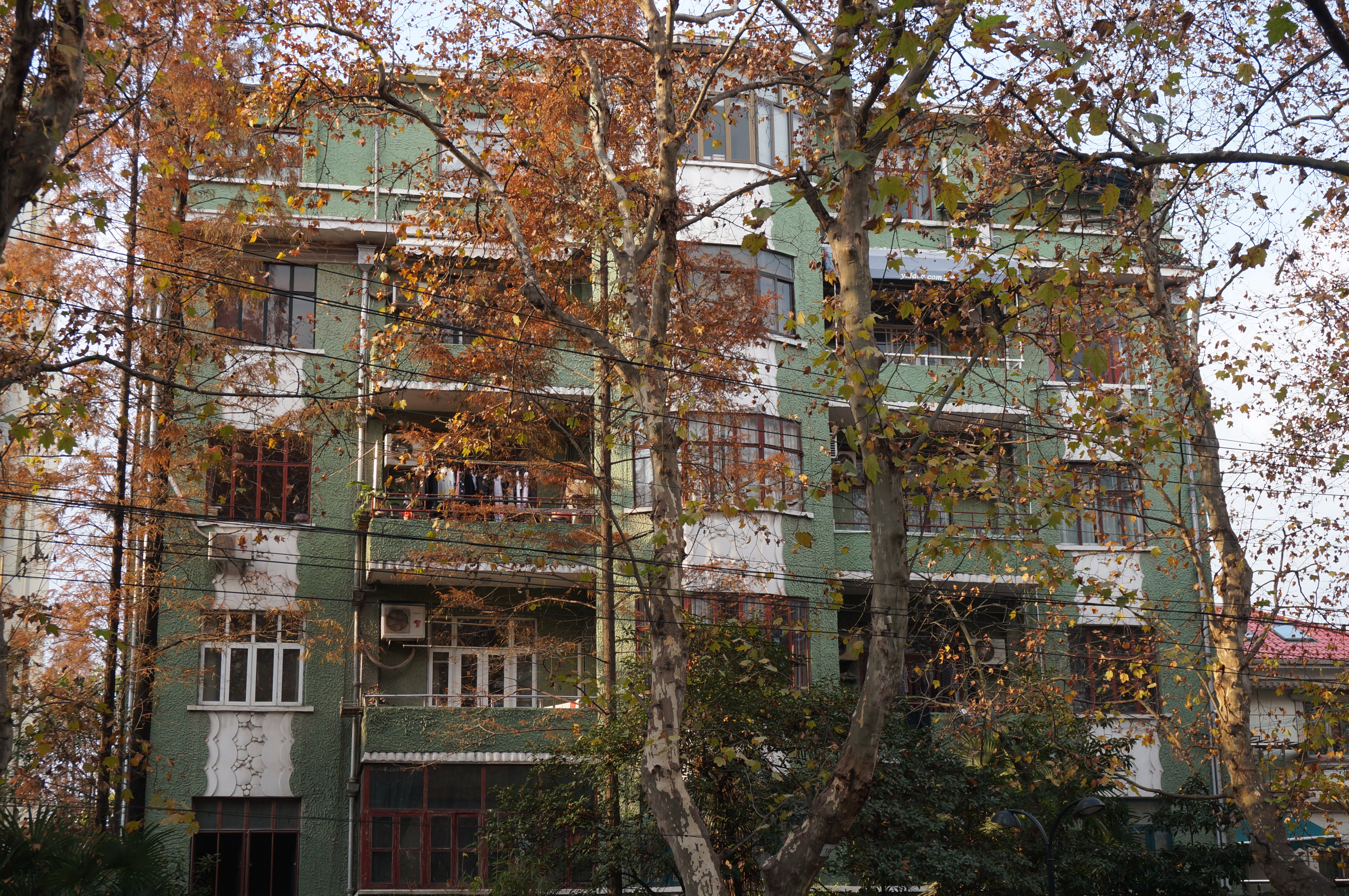
贝当公寓

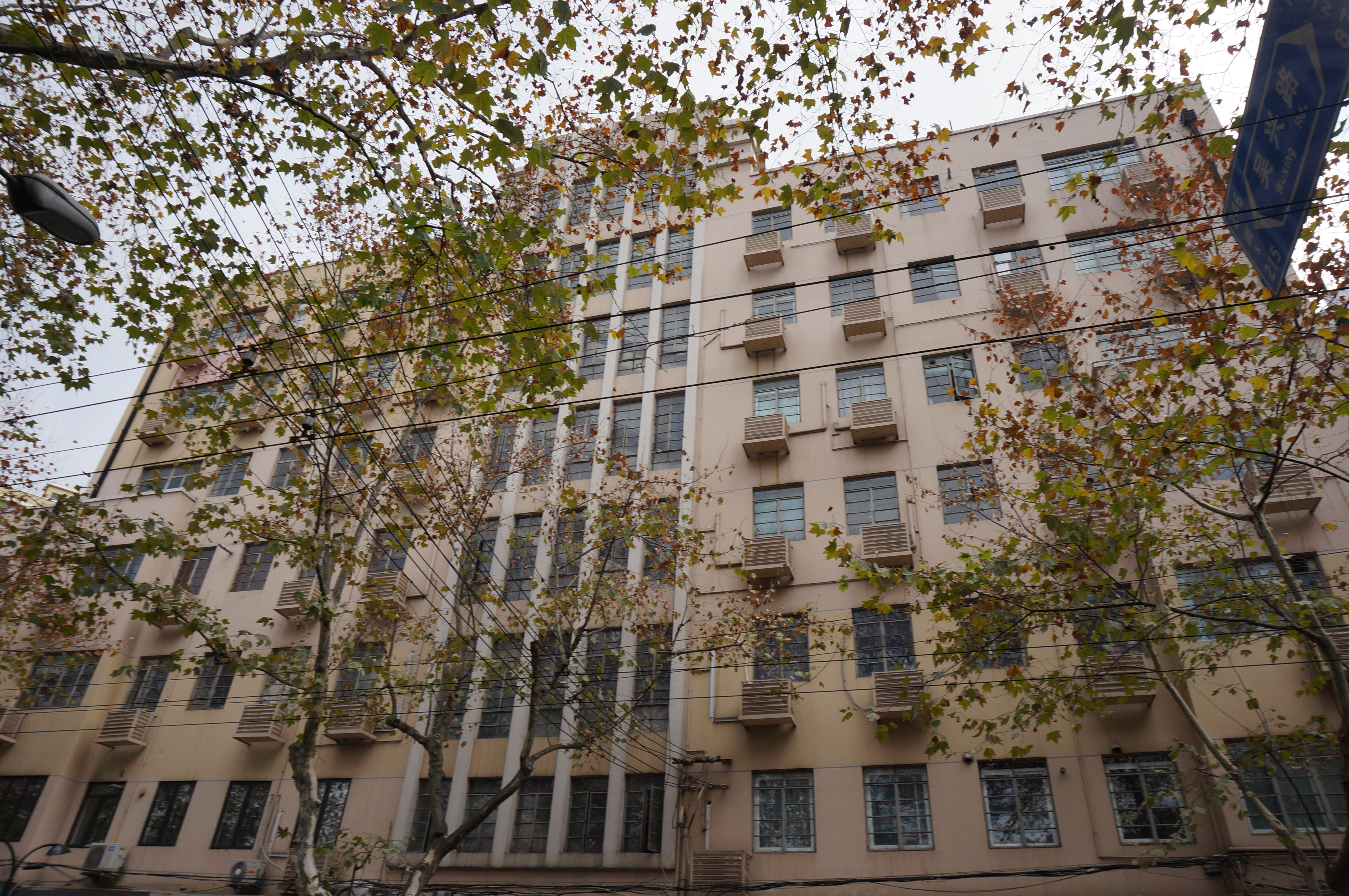
会斯乐公寓

- 衡山路10号  美童公学，建于1922年，上海市第二批优秀历史建筑
- 衡山路53号   上海国际礼拜堂，建成于1925年，上海市第一批优秀历史建筑
- 衡山路58弄3号  庆余别墅，蒋纬国旧居
- 衡山路300弄   丽波花园，建于1928年，上海市第二批优秀历史建筑
- 衡山路303～307号  华盛顿公寓，前香港首富王时新旧居，上海市第二批优秀历史建筑
- 衡山路311-331号   会斯乐公寓，原为乔治公寓，建于1942年，上海市第四批优秀历史建筑
- 衡山路525号    凯文公寓，建于1933年，上海市第四批优秀历史建筑
- 衡山路534号  毕卡第公寓，今衡山宾馆，建于1934年，上海市第二批优秀历史建筑
- 衡山路700号  贝当公寓  ，建于1934年，上海市第四批优秀历史建筑
- 衡山路811号  百代小红楼，原百代唱片公司，建于1921年，上海市第四批优秀历史建筑

## 其他信息

### 沿街公共设施
- 衡山公园（广元路2号）
- 衡山电影院
- 徐家汇公园
- 中国福利会国际和平妇幼保健院（衡山路910号）
- 上海汇金百货（衡山路838号、肇家浜路1000号）
- 上海太平洋百货（衡山路922号）

### 交汇道路(由东向西)
- 桃江路
- 东平路
- 乌鲁木齐南路
- 永嘉路
- 高安路
- 吴兴路
- 建国西路
- 宛平路
- 余庆路
- 天平路
- 华山路

## 轨道交通
上海地铁1号线的衡山路站设在衡山路、永嘉路、高安路的路口。